# Ławra Świętogórska
Ławra Świętogórska, także: ławra Zaśnięcia Bogurodzicy (ukr. Свято-Успенська Святогiрська Лавра) – duży monastyr męski, ważny ośrodek życia prawosławnego (ławra) należący do Ukraińskiej Cerkwi Prawosławnej Patriarchatu Ukraińskiego. Jest usytuowany w pobliżu Świętogórska we wschodniej Ukrainie. Tytuł ławry otrzymał w 2004.

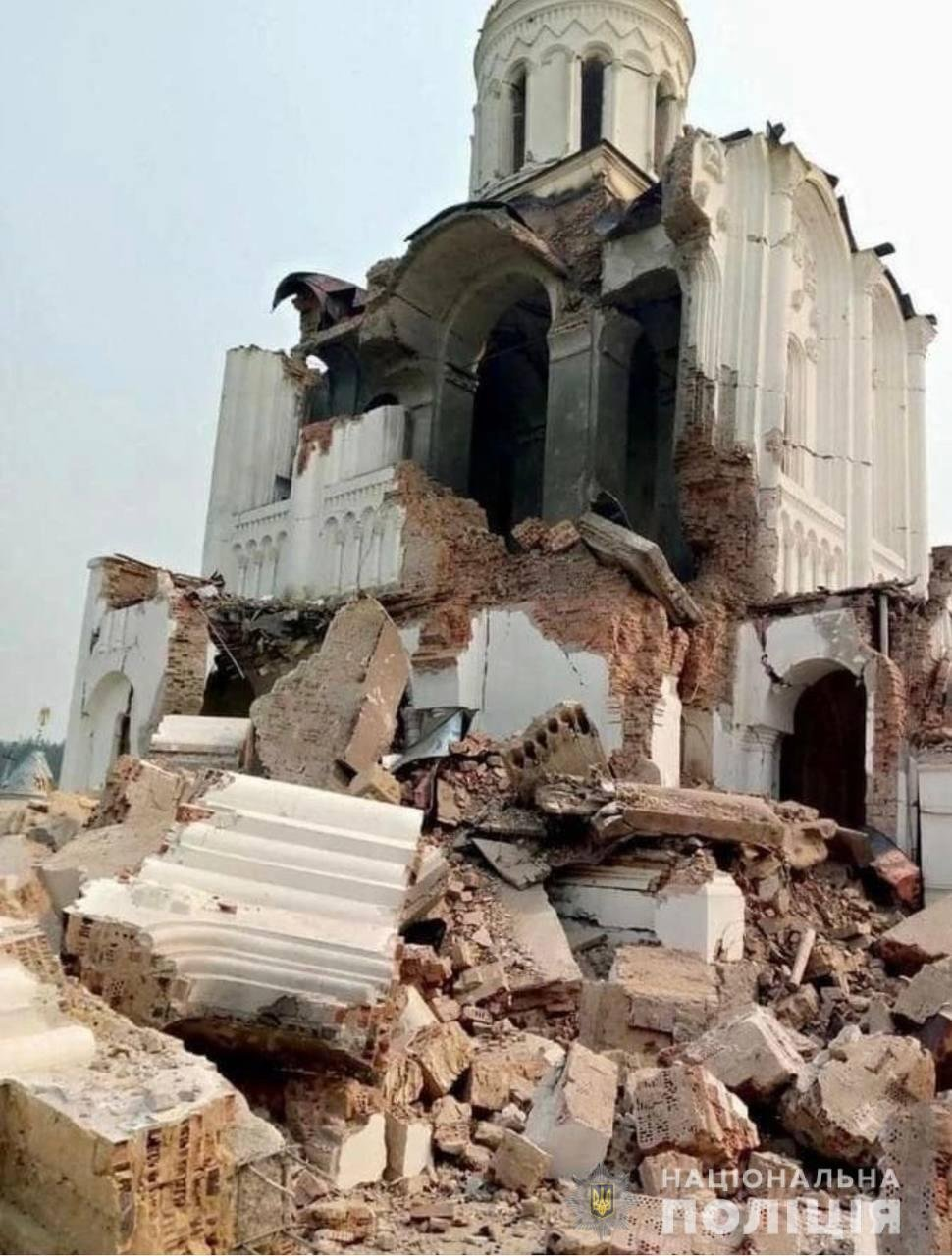
Ławra po rosyjskim ataku powietrznym

Podczas inwazji Rosji na Ukrainę 12 maja 2022 budynek został uszkodzony w wyniku rosyjskiego ataku powietrznego.

## Sobór Zaśnięcia Bogurodzicy
Główną świątynią w całym kompleksie jest wybudowany w 1868 duży, pięciokopułowy sobór Zaśnięcia Bogurodzicy. Wewnątrz znajduje się m.in. relikwiarz św. Ioanna, mnicha z Athos oraz namalowany przez niego obraz Matki Boskiej Świętogórskiej.

## Podziemia
W Świętej Górze wydrążono korytarze o łącznej długości 900 m, a także kilka pieczar służących jako cerkwie. Największą z nich jest cerkiew św. Aleksego.

## Galeria

„Svyatogorsk NMP”, Ławra Świętogórska (rzeźbiarz Mykoła Szmatko)
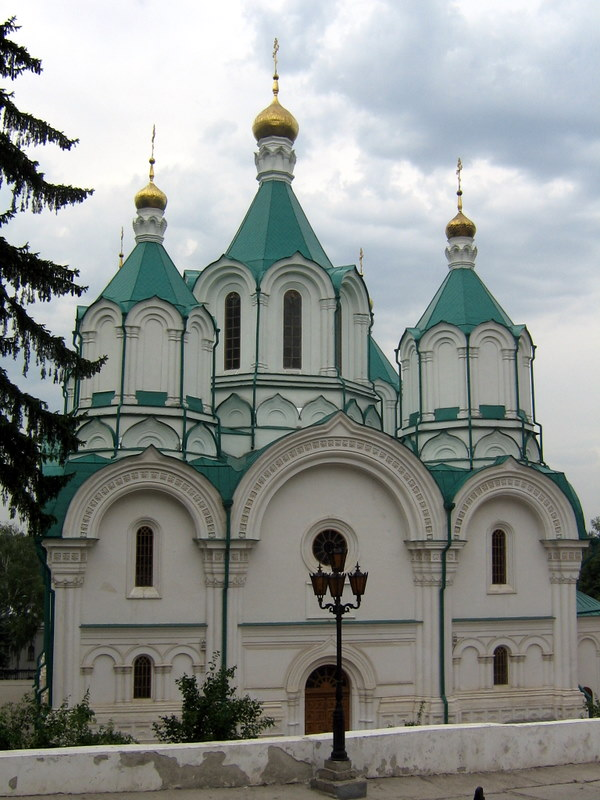
Sobór Zaśnięcia Bogurodzicy
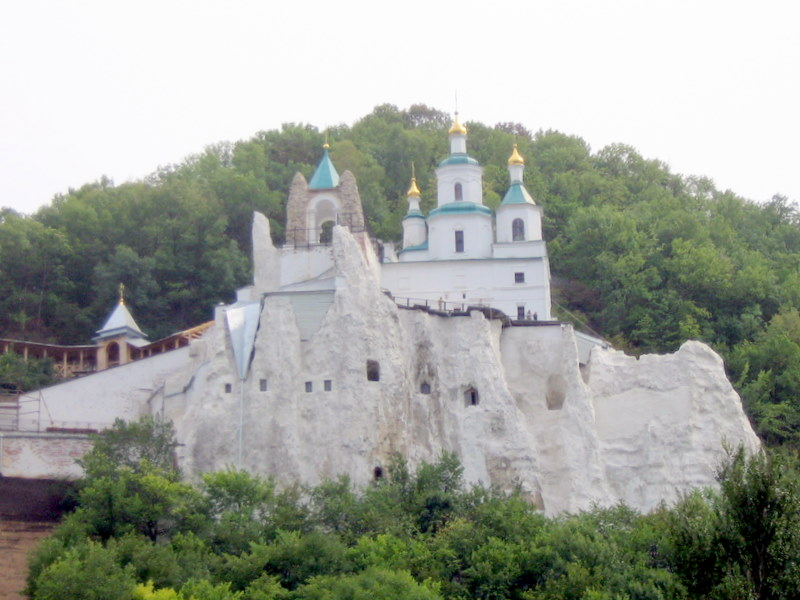
Cerkiew św. Mikołaja na skale kredowej

## Inne ławry Cerkwi prawosławnej na Ukrainie
- Ławra Peczerska
- Ławra Poczajowska